# AISA I-115
El AISA I-115 es un monoplano biplaza de entrenamiento básico militar o monoplaza acrobático, diseñado por Iberavia, pero fabricado por AISA a mediados de los años cincuenta en España. Fue el principal entrenador primario del Ejército del Aire español durante casi dos décadas.

## Desarrollo
El AISA I-115 fue un desarrollo militar del monomotor civil I-11 de asientos lado a lado, que había volado por primera vez en 1951. Este avión fue diseñado por Iberavia, pero construido por AISA; más tarde, Iberavia fue adquirida por AISA. El I-115 heredaba el tren de aterrizaje de rueda de cola de la versión de producción del I-11, el I-11B, pero era una máquina más larga debido a que el Ejército del Aire quería asientos en tándem para sus entrenadores, tenía una envergadura ligeramente mayor y era considerablemente más pesado. Estos cambios necesitaban más potencia, así que el I-115 usaba un motor lineal invertido ENMASA Tigre de 112 kW (150 hp).
Ai igual que el I-11, el I-115 tenía una estructura enteramente de madera y la mayoría de las superficies estaban recubiertas de contrachapado, aparte de los alerones y flaps recubiertos de tela. Las bajas alas trapezoidales de borde recto y puntas cuadradas tenían dos largueros y recubrimiento de contrachapado tensionado. El diedro alar era de 6º. Los alerones se operaban diferencialmente y se abatían cuando se bajaban los flaps ranurados. El estabilizador vertical era casi rectangular y llevaba un timón equilibrado. Las superficies horizontales de cola eran más trapezoidales, los elevadores estaban equilibrados y llevaban compensadores. El fuselaje era un monocasco de madera. Las cabinas en tándem estaban cerradas por una larga cubierta acristalada con secciones deslizantes independientes, tanto para el instructor como para el alumno. Los controles e instrumentación dobles incluían provisión para el vuelo a ciegas. El tren de aterrizaje era fijo y sin carenados, llevándose cada rueda principal en una pata simple desnuda. Las ruedas principales tenían frenos y la rueda de cola era orientable.
El primer prototipo voló el 20 de junio de 1952.

## Historia operacional

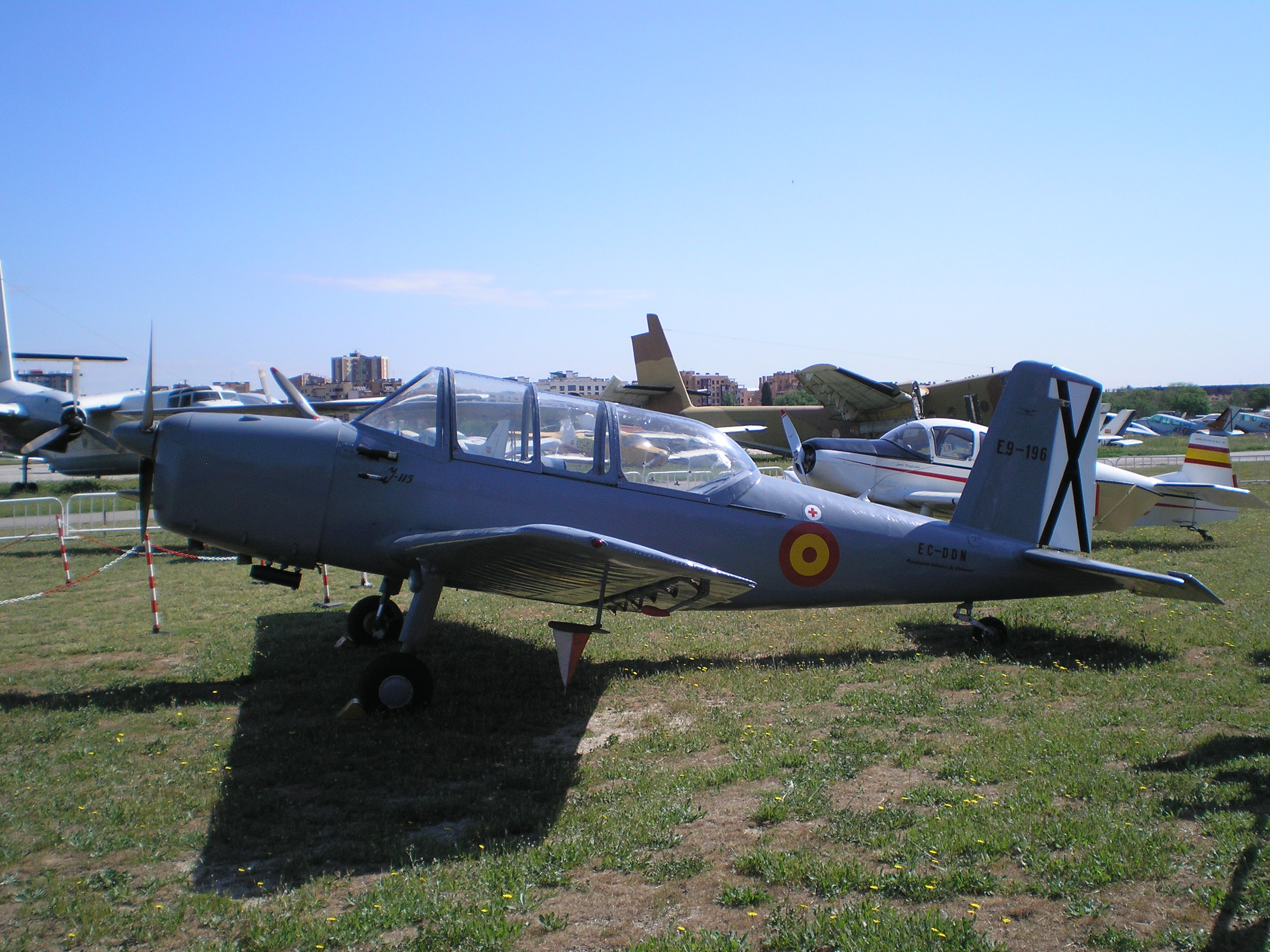
AISA I-115 EC-DDN pintado con los colores del Ejército del Aire.

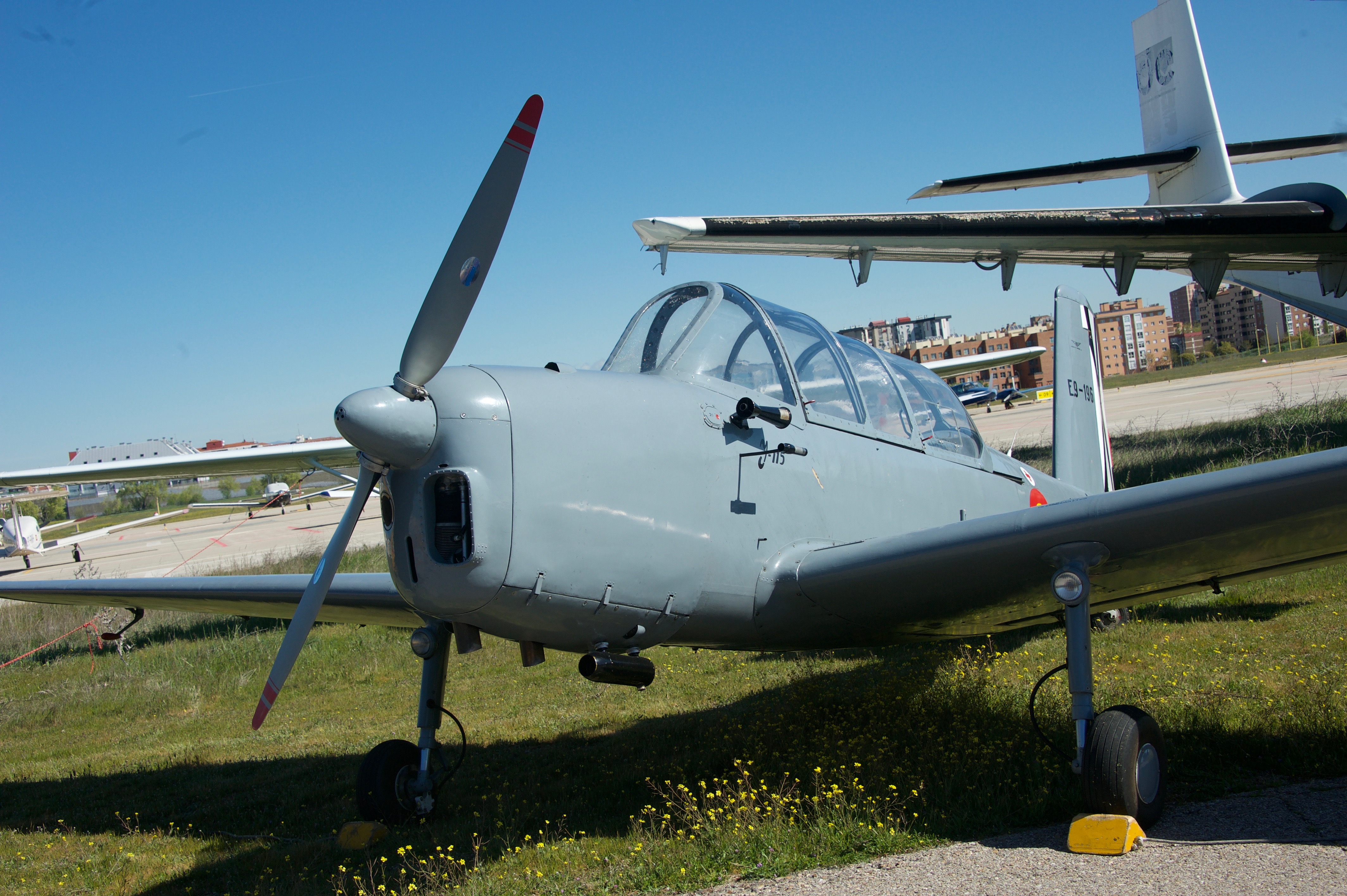
Un AISA I-115 en el aeropuerto de Cuatro Vientos.

Se entregaron cerca de 200 I-115 al Ejército del Aire, 150 de ellos en la primavera de 1956; por esa época había una orden por otros 150 aparatos. Se denominaron inicialmente como EE.6, por Escuela Elemental, pero cuando esta categoría fue abandonada, el I-115 se convirtió en el E.6 (por Entrenamiento). El E.6 estuvo en servicio de 1956 a 1976. A pesar de su largo servicio, se criticó su comportamiento en los giros y su peso: parece ser que su mote de "Garrapata" se debía a su renuencia a abandonar a su huésped, el suelo. La mayoría de los E.6 estaban propulsados por el motor Tigre, pero algunos modelos tardíos llevaron el motor de Havilland Gipsy Major de 145 hp y otros un Lycoming O-435-A de 190 hp.
Muchos I-115 fueron vendidos a propietarios civiles al finalizar su servicio militar, y en 2014 todavía había siete ejemplares en el registro civil español. Tres de ellos estaban en museos, pero estuvieron en activo como mínimo hasta 2009.

## Operadores
España
- Ejército del Aire de España

## Especificaciones

### Características generales
- Tripulación: Dos
- Longitud: 7,4 m (24,1 ft)
- Envergadura: 9,5 m (31,3 ft)
- Altura: 2,1 m (6,9 ft)
- Superficie alar: 14 m² (150,7 ft²)
- Peso vacío: 612 kg (1348,8 lb)
- Peso cargado: 900 kg (1983,6 lb)
- Planta motriz: 1× motor lineal invertido de cuatro cilindros refrigerado por líquido ENMASA Tigre G-IV-B.
  - Potencia: 112 kW (154 HP; 152 CV)

### Rendimiento
- Velocidad máxima operativa (Vno): 229 km/h (142 MPH; 124 kt)
- Velocidad crucero (Vc): 195 km/h (121 MPH; 105 kt)
- Techo de vuelo: 4400 m (14 436 ft)
- Régimen de ascenso: 3,8 m/s (738 ft/min)
- Autonomía: 3 h, 30 min

## Aeronaves relacionadas

### Desarrollos relacionados
- AISA I-11

### Secuencias de designación
- Secuencia EE._ (Entrenadores Elementales del Ejército del Aire, 1945-1954): ← EE.3 - EE.4 - EE.5 - EE.6
- Secuencia E._ (Escuela del Ejército del Aire, 1954-1978): ← E.4 - E.5 - E.6 (I) - E.6 (II) - XE.12 - E.14 - E.15 →